# Эрдэнэбатын Цэндбаатар
Эрдэнэбатын Цэндбаатар (монг. Эрдэнэбатын Цэндбаатар; род. 16 октября 1996, Цэцэрлэг, Архангай, Монголия) — монгольский боксёр-профессионал, выступающий в полулёгкой, и в лёгкой весовых категориях. Четвертьфиналист Олимпийских игр 2016 года, бронзовый призёр чемпионата мира (2019), чемпион Азиатских игр (2018), чемпион Азии (2019) в любителях.

## Любительская карьера
Эрдэнэбатын Цэндбаатар выступает в полусредней весовой категории.
В августе 2016 года принял участие в летних Олимпийских играх в Бразилии, где он в четвертьфинале уступил американцу Шакуру Стивенсону.
В сентябре 2018 года принял участие в летних Азиатских играх, которые проходили в Джакарте. В полусреднем весе он сумел завоевать золотую медаль, в финале победил спортсмена из Узбекистана Шункора Абдурасулова.
В апреле 2019 года, в Бангкоке на чемпионате Азии стал чемпионом Азиатского континента, в финале переиграл казахстанского боксёра Закира Сафиуллина.
В сентябре 2019 года на чемпионате мира 2019 года в Екатеринбурге Эрдэнэбатын Цэндбаатар дошёл до полуфинала, в котором уступил узбекистанскому боксёру Миразизбеку Мирзахалилову, и тем самым завоевал бронзовую медаль.